# Билозерчев, Дмитрий Владимирович
Дми́трий Влади́мирович Билозе́рчев (род. 22 декабря 1966 года, Москва, СССР) — советский гимнаст, трёхкратный олимпийский чемпион 1988 года, 8-кратный чемпион мира, четырёхкратный серебряный призёр чемпионатов мира, десятикратный чемпион Европы. Заслуженный мастер спорта СССР (1983).

## Биография
Абсолютный чемпион мира (1983 и 1987 годов). Чемпион мира в командном первенстве (1987 года), в упражнениях на коне (1983 и 1987 годов), кольцах (1983 года) и перекладине (1983 и 1987 годов), серебряный призёр в командном первенстве (1983 года), в вольных упражнениях (1983 года), в упражнениях на кольцах (1987 года) и брусьях (1987 года). Двукратный абсолютный чемпион Европы (1983 и 1985 годов). Двукратный чемпион СССР (1983 и 1988 годов).
Окончил ВИФК.
В 1993 году переехал в США, где первое время работал тренером в Орегоне.
С 2005 года работал ассистентом главного тренера в Университете штата Огайо.
Сын Дмитрия — Алексей Дмитриевич Билозерчев — тоже гимнаст, абсолютный чемпион США 2007 среди юниоров, тренируется у своего отца. Дочь Алиса — также гимнастка.
Вместе со своей женой являлся владельцем гимнастического зала «The United Sports Academy» в Бивертоне, в штате Орегон.
В данный момент работает тренером в России.